# Barragem do Carrapatelo
A Barragem de Carrapatelo está localizada no Rio Douro, na fronteira dos distritos do Porto, e Viseu, respectivamente nos municípios de Marco de Canaveses e Cinfães, em Portugal.
A construção da Barragem do Carrapatelo foi iniciada em 1965 e terminada em 1972. Inaugurada a 18 de Junho de 1972 pelo então presidente da república, Almirante Américo Thomaz, foi o primeiro empreendimento hidroeléctrico a ser construído no troço nacional do rio Douro e é, dos cinco aproveitamentos do Douro Nacional, o que dispõe de maior queda, 36,0 m. 
É uma barragem do tipo Gravidade, aligeirada por meio de uma grande galeria circular junto à fundação. Sobre a zona de betão situa-se o descarregador principal, controlado por 6 grandes comportas segmento, com um vão de 26,0 m e uma altura de 15,4 m, ancoradas por potentes cabos pré-esforçados aos betões dos pilares e está dimensionado para um caudal máximo de 22 000 m³. Duas destas comportas têm instalados Volets que servem de descarga auxiliar para o descarregamento de pequenos caudais de cheia, até um máximo de 250 m³/s. Em correspondência com dois blocos com pilar, na metade esquerda da barragem, existem duas descargas de fundo, blindadas, de secção quadrada, que podem ser utilizadas num eventual esvaziamento da albufeira. A barragem tem uma altura de 57 m e um comprimento de coroamento de 400 m. 
A área total da bacia hidrográfica é de 92.050 km² e estende-se por 40 km atingindo na extremidade de montante o aproveitamento hidroeléctrico da Régua. O volume total armazenado é de 148.000.000 m³, sendo porém a sua capacidade útil somente de 9.000.000 m³. A cota de retenção foi prevista atendendo aos problemas de inundação e, em especial, à conveniência de se evitarem interferências com o Caminho de Ferro do Douro. 
A Altura da Queda Útil Nominal é de 31,0 m. A superfície inundada da albufeira é 952 ha. A central, com uma nave principal de dimensões 95x24x26,5 m, dispõe de 3 grupos Geradores, alimentados por circuitos hidráulicos independentes, equipados cada um com turbina do tipo Kaplan, de eixo vertical de 62.518 kW, acoplada a alternador trifásico de 67 MVA. Os transformadores principais encontram-se no edifício da central. O aproveitamento tem uma produção média de 870,6 GWh por ano. 
Tem ainda uma eclusa de navegação, que foi a primeira a ser construída em Portugal para navegação interior. Conjuntamente com as eclusas dos aproveitamentos hidroeléctricos do Pocinho, Valeira e Régua (a montante) e Crestuma-Lever (a jusante), permite transformar o Rio Douro numa via navegável de características internacionais. As suas dimensões, 12,1 m de largura e 85 m de comprimento útil garantem a passagem de barcos até à capacidade máxima de cerca de 1 500 toneladas. 
Possui ainda uma eclusa de peixes, integrada na espessura do muro barragem-central e é constituída essencialmente por uma câmara inferior para pescagem com 3 entradas, uma galeria inclinada e uma câmara superior. Desta câmara, já em céu aberto, segue-se um canal por onde os peixes se encaminham para a albufeira não sem passarem pelo contador de peixes ali instalado entre duas janelas de observação.